# 수서평택고속선

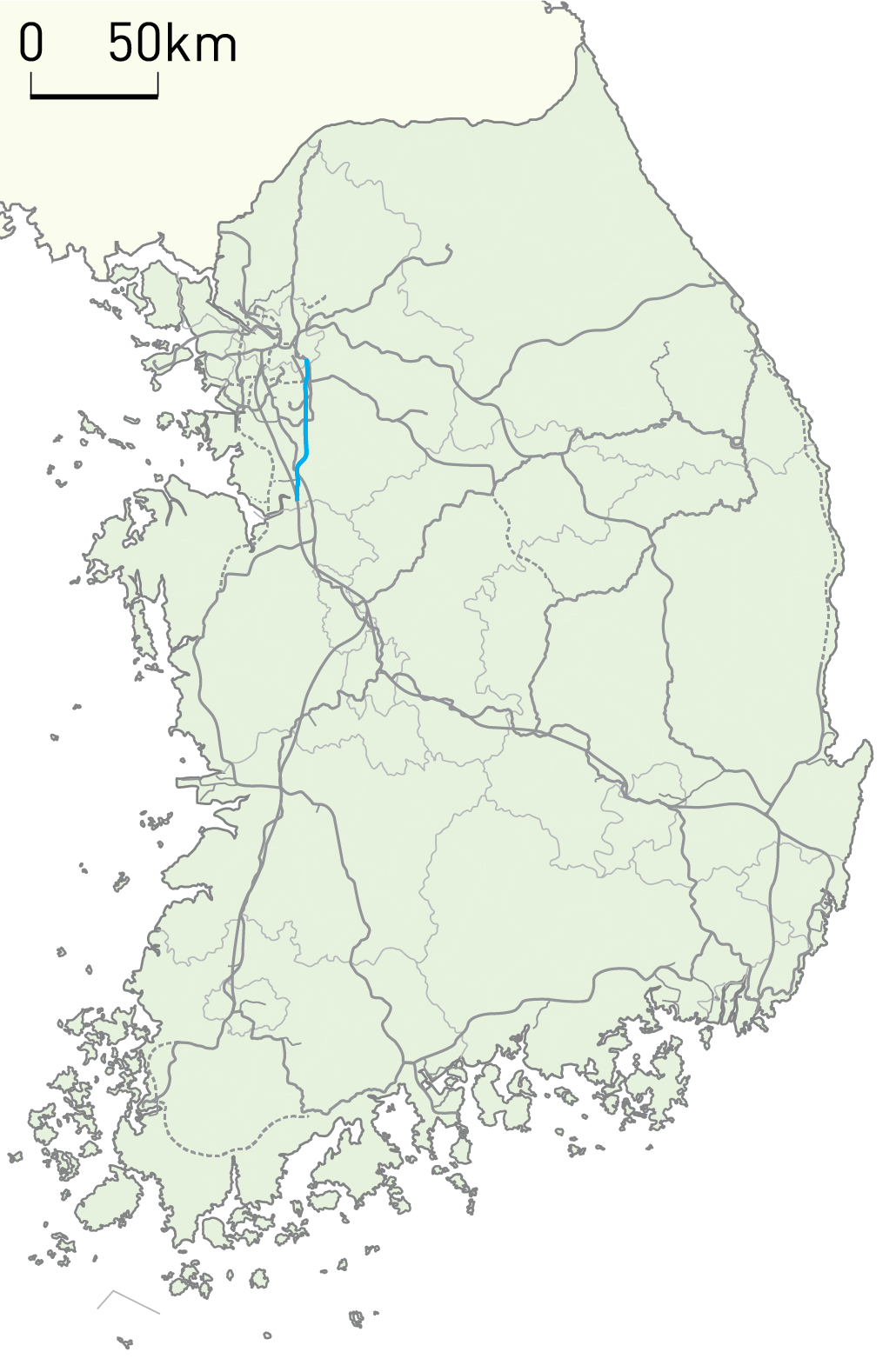
지도

수서평택고속선(水西平澤高速線)은 서울특별시 강남구 수서역을 기점으로 하여 동탄역과 평택지제역을 지나 평택연결선에서 경부고속선과 연결되는 고속철도 노선이다. 통행방향은 어디서든 좌측통행이다.

## 연혁
- 2011년 6월 28일: 경부고속도로 기흥동탄 나들목 남서쪽에서 기공식 개최[2]
- 2013년 12월 27일: SR 운영 확정
- 2015년 6월 24일: 율현터널 관통식
- 2016년 4월 29일: 수도권고속선으로 철도거리표 고시[3]
- 2016년 11월 10일: 철도거리표 개정과 함께 수서평택고속선으로 노선명 변경, 수서역 북쪽으로 0.2km를 추가지정하여 노선길이를 61.1km로 변경[4]
- 2016년 12월 9일: 개통
- 2020년 11월 24일: 지제역을 평택지제역으로 개칭[5]
- 2021년 4월 23일 : 사업용 철도 노선 지정 고시를 통해 지선으로 평택고속연결선추가.[6]

## 노선정보
- 노선명 : 수서평택고속선
- 노선 번호 : 103
- 노선 거리 : 61.1km
- 운영 기관 : SR
- 궤간 : 1.435mm (표준궤)
- 통행방식 : 좌측 통행
- 역 수 : SRT 3개, GTX-A 4개
- 보안 장치 : TVM430
- 운행 열차 : SRT (120000호대), SRT (130000호대), SG레일 A000호대 전동차

## 지선노선
수서평택고속선에는 총 1개의 지선 철도가 있다.
| 번호  | 노선 명칭      | 기점     | 종점       | 연장(km) | 비고 |
| ----- | -------------- | -------- | ---------- | -------- | ---- |
| 10301 | 평택고속연결선 | 서정리역 | 평택지제역 | -        |      |

### 평택고속연결선
평택고속연결선은 수서평택고속선과 경부선을 잇는 연결선이다. 국토교통부의 한국철도영업거리표상 노선 번호는 10301이다. 수원발 KTX 사업의 일환으로 공사 중에 있다.
| 역명     | 역간거리 (km) | 영업거리 (km) | 접속 노선      | 소재지 | 소재지 |
| -------- | ------------- | ------------- | -------------- | ------ | ------ |
| 평택지제 | 0.0           | 0.0           | 수서평택고속선 | 경기도 | 평택시 |
| 서정리   | -             | -             | 경부선         | 경기도 | 평택시 |

## 역 목록
역명 및 영업거리가 국토교통부고시 제2016-219호로 고시되었으며, 국토교통부고시 제2016-732호로 수정되었다.
| 역명         | 영어 역명      | 한자 역명 | 접속 노선                                                                 | 역간 거리 | 누적 거리 | 소재지     | 소재지 |
| ------------ | -------------- | --------- | ------------------------------------------------------------------------- | --------- | --------- | ---------- | ------ |
| (기점)       |                |           |                                                                           | 0.0       | 0.0       | 서울특별시 | 강남구 |
| 수서         | Suseo          | 水西      | ● 수도권 전철 3호선 ● 수도권 전철 수인·분당선 ● 수도권 광역급행철도 A노선 | 0.2       | 0.2       | 서울특별시 | 강남구 |
| (GTX 분기점) |                |           | ● 수도권 광역급행철도 A노선 수서-동탄 광역급행철도 직결                   |           |           | 서울특별시 | 강남구 |
| 동탄         | Dongtan        | 東灘      | 동탄인덕원선(예정) ● 수도권 광역급행철도 A노선                            | 32.4      | 32.6      | 경기도     | 화성시 |
| 평택지제     | PyeongtaekJije | 平澤芝制  | 경부선(● 수도권 전철 1호선)                                               | 21.0      | 53.6      | 경기도     | 평택시 |
| (종점)       |                |           | 경부고속선 접속                                                           | 7.5       | 61.1      | 경기도     | 평택시 |

## 특징
- 경부고속선과 호남고속선이 각각 경부선과 호남선과 병주하는 고속선으로 건설된 것과 달리 병주하는 재래선이 없다.
- 대부분이 터널로 되어 있는 지하 고속선 형태이다.

### 주요 교량 및 터널
- 율현터널 (50,250m)
- 통복터널 (4,612m)

## 수서평택선의 교통량
2023년도 철도통계연보에 따르면, 수서평택고속선에 운행하는 정기열차 운행 빈도는 다음과 같다.(단위: 회/일, 작성기준: 편도, 주중)
| 운행구간        | 선로용량 | SRT | 전동차 | 운행총계 |
| --------------- | -------- | --- | ------ | -------- |
| 수서 - 평택분기 | 184      | 60  | 0      | 119      |